# Hermann von Staabs
Hermann Friedrich Staabs, din 1913 „von Staabs" (n. 11 martie 1859, Aachen – d. 7 septembrie 1940, Kassel) a fost unul dintre generalii armatei Germaniei (Prusia) din Primul Război Mondial. A îndeplinit funcțiile de  comandant al Diviziei 37 Infanterie, Diviziei 3 Infanterie și Corpului XXXIX Rezervă, cu gradul de general de infanterie.
A îndeplinit funcția de comandant al Corpului XXXIX Rezervă în campania acestuia din România, din anii 1916-1917.

## Cariera militară

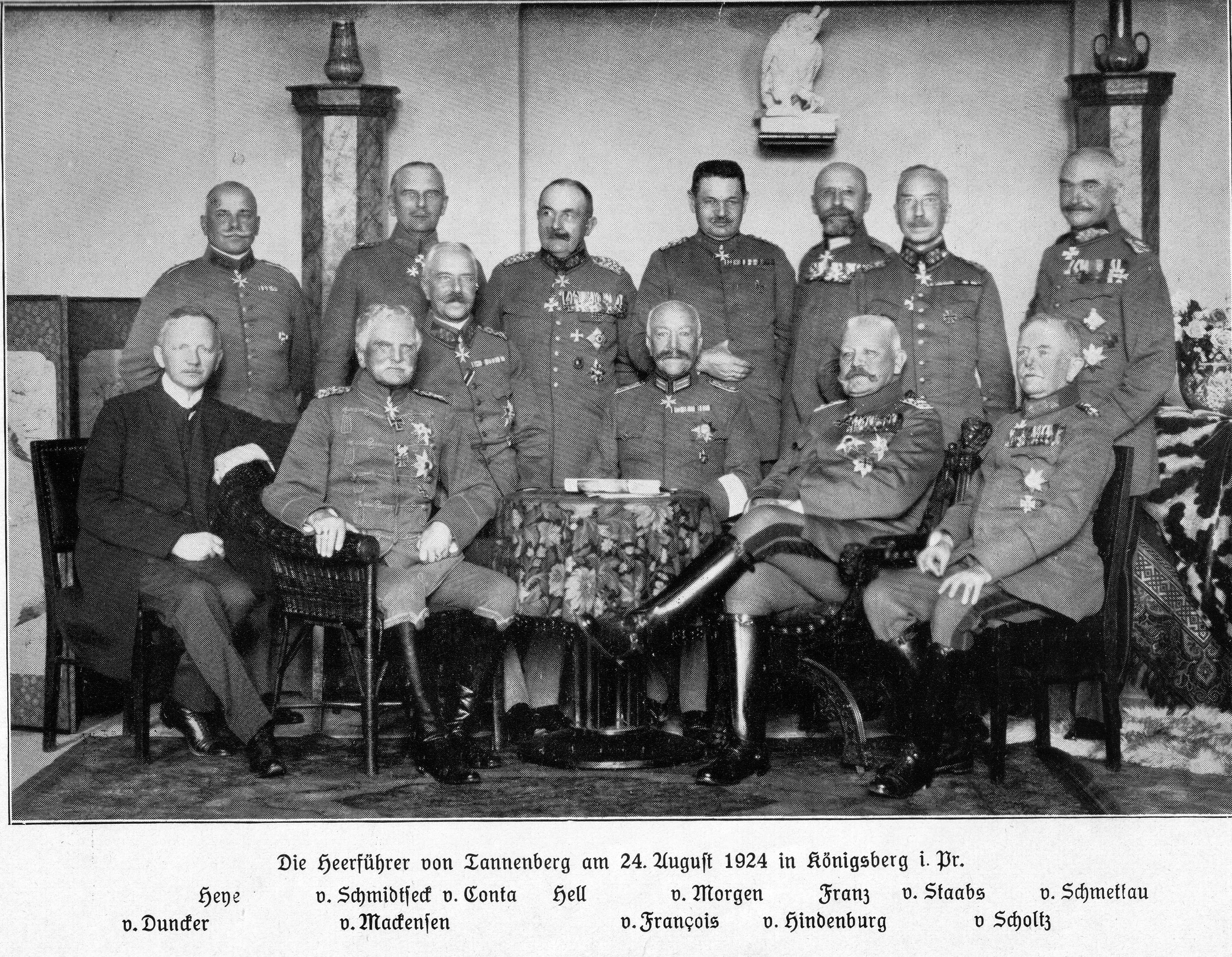
Generalii din Bătălia de la Tannenberg

Staabs și-a început cariera militară ca sublocotenent la Regimentul 62 Infanterie (Prusia) la 14 aprilie 1877. De la 1 octombrie 1879 la 31 ianuarie 1884, a fost adjutant al unuia din batalioanele regimentului, fiind apoi mutat la Regimentul 59 Infanterie. Începând cu 1 octombrie 1885 Staabs a urmat timp de trei ani cursurile Academiei de Război.
În cea mai mare parte a carierei sale a ocupat funcții în Statul Major General, unde a promovat până la funcția de șef al Direcției Transporturi. După Primul Război Mondial a scris o carte în care a combătut concepția lui von Moltke de ducere a războiului. La 16 iunie 1913 Staabs a fost înnobilat de împăratul Wilhelm al II-lea, cu ocazia aniversării a 25 de ani de la urcarea sa pe tron.[1]
La izbucnirea Primului Război Mondial, von Staabs era la comanda Diviziei 37 Infanterie. În august 1914, divizia a intrat în organica Armatei 8 din Prusia și dislocată pe frontul de est. Forțele sale au luptat în cadrul Corpului XX Armată aflat sub comanda generalului Friedrich von Scholtz în Bătălia de la Tannenberg și în Prima Bătălie de la Lacurile Mazuriene.
În perioada 15 iunie 1915 la 6 iulie 1916 von Staabs a fost comandant al Diviziei 3 Infanterie. Divizia a luat parte în bătălia de spargere a fontului rusesc de la Przasnysz și la luptele de urmărire de pe cursul inferior al râului Narew. În septembrie forțele diviziei au atins localitatea Wolkowysk ocupând începând cu 20 octombrie 1916 sectorul Narotsch – Dryswjatysee, luptele transformându-se aici într-un lung război de tranșee.
La 7 iulie 1916 von Staabs îi succede generalului Otto von Lauenstein la comanda Corpului XXXIX Rezervă. După intrarea României în război, corpul a fost redislocat pe frontul românesc, participând la campania împotriva României, în compunerea Armatei 9, condusă de generalul Erich von Falkenhayn. Aici a participat la Bătălia de la Brașov și la operațiile de forțare a trecătorilor Carpaților Meridionali. Trupele sale au ocupat Ploieștiul și au intrat în București, la 6 decembrie 1916.
În primăvara anului 1917 Corpul XXXIX Rezervă condus de von Staabs a participat la Bătălia de la Mărășești. Pentru faptele sale de arme, von Staabs a primit la 11 decembrie 1916 cea mai înaltă distincție militară germană, ordinul „Pour le Mérite”.
La 3 decembrie 1917, von Staabs a fost avansat la gradul de general de infanterie. Forțele corpului au participat ca parte a Armatei 2 la ofensiva germană de primăvară din 1918. Între 17 martie și 22 mai 1918 von Staabs a deținut pe lângă comanda Corpului XXXIX Rezervă și pe cea a Corpului XIII Armată (Regatul Württemberg). Pentru modul cum și-a condus trupele în luptă a primit ordinul „Pour le Mérite”, cu frunze de stejar, la 15 mai 1918.

## Lucrări
- Aufmarsch nach zwei Fronten. Auf Grund der Operationspläne von 1870–1914.

## Distincții și recunoașteri
Pentru activitatea sa ca militar, Hermann von Staabs a fost decorat cu o serie de ordine și medalii, germane și străine:
- - Ordinul Pour le Mérite, cu frunze de stejar, (Germania, 1916)[5]